# クイットマン郡 (ミシシッピ州)
クイットマン郡（英: Quitman County）は、アメリカ合衆国ミシシッピ州の北西部、ミシシッピ・デルタ地域に位置する郡である。2010年国勢調査での人口は8,223人であり、2000年の10,117人から18.7%減少した。郡庁所在地はマークス市（人口1,735人）であり、同郡で人口最大の都市でもある。郡名は1835年から1836年と、1850年から1851年までミシシッピ州知事を務めたジョン・A・クィットマンに因んで名付けられた。

## 歴史
マーティン・ルーサー・キング・ジュニアは元々、クイットマン郡の経済的貧富の格差が激しく目に見えていたので、ここで貧窮者救済キャンペーンを始めようと思っていた。1968年3月18日、キングがマークスの町を訪れた。教師が生徒たちにリンゴ一切れとクラッカー幾つかの昼食を食べさせる様子を見て、涙が出てきた。キングの死後、そのキャンペーンの南部版はクィットマン郡で始まり、ラバの隊列に乗ってワシントンD.C.まで行進し、経済状態について抗議した。隊を率いたウィリー・ボールデンに拠れば、マークスの白人市民が町を出ていくラバ隊列に嫌がらせをした。「彼らは笛を吹いて追い出し、ラバや私たちを脅かそうとしていた。」と述べた。最近になって、貧窮者救済キャンペーンに果たした役割に基づき、郡民が観光を促進させようとしてきた。

## 地理
アメリカ合衆国国勢調査局に拠れば、郡域全面積は406.49平方マイル (1,052.8 km2)であり、このうち陸地404.84平方マイル (1,048.5 km2)、水域は1.66平方マイル (4.3 km2)で水域率は0.41%である。

### 主要高規格道路
- ミシシッピ州道3号線
- ミシシッピ州道6号線

### 隣接する郡
- トゥニカ郡 - 北
- パノラ郡 - 東
- タラハチー郡 - 南
- コアホマ郡 - 西

### 国立保護地域
- コールドウォーター川国立野生生物保護区（部分）

## 人口動態
以下は2000年の国勢調査による人口統計データである。
| 基礎データ - 人口: 10,117人 - 世帯数: 3,565 世帯 - 家族数: 2,506 家族 - 人口密度: 10人/km2（25人/mi2） - 住居数: 3,923軒 - 住居密度: 4軒/km2（10軒/mi2） 人種別人口構成 - 白人: 30.47% - アフリカン・アメリカン: 68.62% - ネイティブ・アメリカン: 0.13% - アジア人: 0.17% - 太平洋諸島系: 0.01% - その他の人種: 0.08% - 混血: 0.52% - ヒスパニック・ラテン系: 0.54% | 年齢別人口構成 - 18歳未満: 32.0% - 18-24歳: 9.6% - 25-44歳: 25.7% - 45-64歳: 19.5% - 65歳以上: 13.2% - 年齢の中央値: 32歳 - 性比（女性100人あたり男性の人口） - 総人口: 86.5 - 18歳以上: 79.3 世帯と家族（対世帯数） - 18歳未満の子供がいる: 34.4% - 結婚・同居している夫婦: 37.6% - 未婚・離婚・死別女性が世帯主: 26.8% - 非家族世帯: 29.7% - 単身世帯: 26.9% - 65歳以上の老人1人暮らし: 12.3% - 平均構成人数 - 世帯: 2.80人 - 家族: 3.42人 | 収入と家計 - 収入の中央値 - 世帯: 20,636米ドル - 家族: 25,394米ドル - 性別 - 男性: 23,571米ドル - 女性: 16,993米ドル - 人口1人あたり収入: 106,817米ドル（ミシシッピ州では下から5番目、国内では同51位である） - 貧困線以下 - 対人口: 33.1% - 対家族数: 28.6% - 18歳未満: 43.1% - 65歳以上: 30.6% |

## 州政府の機関
ミシシッピ州矯正省がランバートに近い地域でクィットマン郡コミュニティ・ワークセンターを運営している。さらにサンフラワー郡の未編入領域でミシシッピ州刑務所を運営している。囚人の居住棟であるキャンプBはクィットマン郡のランバートに近い未編入領域にあり、州刑務所から離れた支所だった。キャンプBは州刑務所の中でも最大のアフリカ系アメリカ人収容施設だった。その後キャンプBの建物は解体された。ミシシッピ州法では、クィットマン郡に「州刑務所の在任20人以下を、週5日間クィットマン郡の道路工事に働かせる」権利を与え、さらに「クィットマン郡の監督委員会が囚人に働かせる道路を指定し、監督委員会が囚人を州刑務所から工事現場まで輸送する手段を提供すること」としている。

## 都市と町

### 都市
- マークス - 郡庁所在地

### 町
- クレンショー（大半はパノラ郡）
- クラウダー（一部はパノラ郡）
- ファルコン
- ランバート
- スレッジ

### 未編入の町
| - アレン - バークスデール - ベレン - バーディ - ボボ | - チャンシー - ダーリン - デントン - エセックス - ヒンチクリフ | - ロックステーション - ロングストリート - オリバーフリード - リバービュー - サビノー | - バンス（一部はタラハチー郡） - ウォルナット - ウェストマークス - ヤーブロー |

## 教育
1969年7月24日、連邦裁判所判事ウィリアム・キーディが、クィットマン郡教育当局が違憲状態にある人種差別教育を行っていると裁定し、教育委員会をアメリカ合衆国ミシシッピ州北部地区裁判所の監督下に置いた。1993年時点でもこの命令は有効なままだった。1991年3月、教育委員会は地区裁判所に白人多数の学校であるクラウダー小学校と中学校の閉鎖許可を求めた。裁判所が許可を出し、父兄達が閉鎖をやめさせるために差止命令を求めて訴訟を起こした。裁判所はその訴えを却下し、さらに第5巡回控訴裁判所によってその判決が確認された。クィットマン郡のアフリカ系アメリカ人の大半は、1975年までに公立学校に通うようになった。しかし、白人生徒の大半は私立学校に転校した。これは2007年になってもそのままである。ミシシッピ州教育省に拠れば、この地区の生徒は97.92%がアフリカ系アメリカ人、1.81%が白人、0.27%がヒスパニック系になっている。
公立教育学区としてはクィットマン郡教育学区がある。
私立学校としては、デルタ・アカデミーがある。

## 著名な出身者
- アール・フッカー（1929年1月15日 - 1970年4月21日）、ブルースギター奏者[13]